# Saison 2021 des Cardinals de l'Arizona
 (février 2025).
Chronologie
Précédent Suivant
La saison 2021 est la 102e saison de la  franchise dans la NFL, la 34e jouée dans l'Arizona et la 3e dirigée par l'entraîneur principal Kliff Kingsbury.
Pour la première fois depuis 2010, le cornerback Patrick Peterson ne fait plus partie de l'effectif (roster) puisque possédant le statut d'agent libre, il s'engage le 18 mars avec les Vikings du Minnesota. Après 17 saisons avec les Cardinbals, le wide receiver Larry Fitzgerald, également agent libre, choisit de ne signer avec aucune autre franchise.
Avec l'acquisition des All-Pros J. J. Watt et A. J. Green, les Cardinals affichent un bilan partiel positif de 7-0 pour la première fois depuis 1974, lorsqu'ils jouaient encore à Saint-Louis. Avec une victoire 23-13 en 11e semaine contre les rivaux de division des Seahawks de Seattle, ils affichent un bilan provisoire de 9-2, améliorant celui de la saison dernière (8-8). Ils perdent néanmoins 4 de leurs 5 derniers matchs et terminent avec un bilan de 11-5, soit leur premier bilan positif depuis la saison 2015. Malgré une défaite contre les Colts d'Indianapolis en 16e semaine et grâce à la victoire des Rams de Los Angeles contre les Vikings du Minnesota, les Cardinals se qualifient pour la série éliminatoire pour la première fois depuis la saison 2015.
Ils perdent 11 à 34 le match de Wild Card joué contre les Rams de Los Angeles, futurs vainqueurs du Super Bowl LVI.

## Draft
| Tour | Sélection | Joueur          | Postes | Universités |
| ---- | --------- | --------------- | ------ | ----------- |
| 1    | 16        | Zaven Collins   | LB     | Tulsa       |
| 2    | 49        | Rondale Moore   | WR     | Purdu       |
| 4    | 136       | Marco Wilson    | CB     | Florida     |
| 6    | 210       | Victor Dimukeje | DE     | Duke        |
| 6    | 223       | Tay Gowan       | CB     | UCF         |
| 7    | 243       | James Wiggins   | S      | Cincinnati  |
| 7    | 247       | Michal Menet    | C      | Penn State  |

Notes
- Les Cardinals ont échangé leur sélection de troisième tour aux Raiders de Las Vegas contre la sélection de septième tour des Raiders (attribué à l'origine aux Bears de Chicago) et le centre Rodney Hudson[2].
- Les Cardinals ont échangé leur sélection de deuxième tour 2020, leur sélection de quatrième tour 2021 et le running back David Johnson aux Texans de Houston conte le wide receiver DeAndre Hopkins et de la sélection de quatrième tour 2020 des Texans[3].
- Les Cardinals ont échangé leur choix de cinquième tour et une sélection de quatrième tour 2022 aux Ravens de Baltimore contre un choix de quatrième et un choix de sixième tour.
- Les Cardinals ont échangé leur sélection de sixième tour aux Giants de New York contre le linebacker Markus Golden[4].

## Free Agency
| Joueurs        | Postes | Anciennes équipes   | Durées et termes des contrats |
| -------------- | ------ | ------------------- | ----------------------------- |
| AJ Green       | WR     | Cincinnati Bengals  | 1 an, 8,5 millions $          |
| Matt Prater    | K      | Detroit Lions       | 2 an, 6,5 millions $          |
| JJ Watt        | DE     | Houston Texans      | 2 ans, 28 millions $          |
| Brian Winters  | OG     | Buffalo Bills       | 1 an, 1 millions $            |
| Malcolm Butler | CB     | Tennessee Titans    | 1 an, 6 millions $            |
| Shawn Williams | S      | Cincinnati Bengals  | 1 an                          |
| Colt McCoy     | QB     | New York Giants     | 1 an                          |
| James Conner   | RB     | Pittsburgh Steelers | 1 an                          |

## Résultats

### Pré-saison
| Semaine | Date    | Heure | Adversaire           | Résultat                          | Lieu                              | Bilan                             | TV                                |
| ------- | ------- | ----- | -------------------- | --------------------------------- | --------------------------------- | --------------------------------- | --------------------------------- |
| 1       | 14 août | 04h00 | Dallas Cowboys       | V 19-16                           | State Farm Stadium                | 1-0                               |                                   |
| 2       | 21 août | 02h00 | Kansas City Chiefs   | D 10-17                           | State Farm Stadium                | 1-1                               | beIN Sports 1                     |
| 3       | 28 août | 19h00 | @ New Orleans Saints | Annulé en raison de l'Ouragan Ida | Annulé en raison de l'Ouragan Ida | Annulé en raison de l'Ouragan Ida | Annulé en raison de l'Ouragan Ida |

### Saison régulière
| Semaine | Date         | Heure       | Adversaire             | Résultat    | Lieu                | Bilan       | TV            |
| ------- | ------------ | ----------- | ---------------------- | ----------- | ------------------- | ----------- | ------------- |
| 1       | 12 septembre | 19h00       | @ Tennessee Titans     | V 38-13     | Nissan Stadium      | 1-0         | beIN MAX 4    |
| 2       | 19 septembre | 22h05       | Minnesota Vikings      | V 34-33     | State Farm Stadium  | 2-0         | beIN MAX 4    |
| 3       | 26 septembre | 19h00       | @ Jacksonville Jaguars | V 31-19     | TIAA Bank Field     | 3-0         | beIN MAX 4    |
| 4       | 3 octobre    | 22h05       | @ Los Angeles Rams     | V 37-20     | SoFi Stadium        | 4-0         | beIN MAX 4    |
| 5       | 10 octobre   | 22h25       | San Francisco 49ers    | V 17-10     | State Farm Stadium  | 5-0         | beIN MAX 4    |
| 6       | 17 octobre   | 22h05       | @ Cleveland Browns     | V 31-14     | FirstEnergy Stadium | 6-0         | beIN MAX 4    |
| 7       | 24 octobre   | 22h25       | Houston Texans         | V 31-15     | State Farm Stadium  | 7-0         | beIN MAX 4    |
| 8       | 29 octobre   | 2h20        | Green Bay Packers      | P 21-24     | State Farm Stadium  | 7-1         | beIN Sports 2 |
| 9       | 7 novembre   | 22h25       | @ San Francisco 49ers  | V 31-17     | Levi's Stadium      | 8-1         | beIN MAX 4    |
| 10      | 14 novembre  | 22h25       | Carolina Panthers      | P 10-34     | State Farm Stadium  | 8-2         | beIN MAX 4    |
| 11      | 21 novembre  | 22h25       | @ Seattle Seahawks     | V 23-13     | Lumen Field         | 9-2         | beIN MAX 4    |
| 12      | Bye (repos)  | Bye (repos) | Bye (repos)            | Bye (repos) | Bye (repos)         | Bye (repos) | Bye (repos)   |
| 13      | 5 décembre   | 19h00       | @ Chicago Bears        | V 33-22     | Soldier Field       | 10-2        | beIN MAX 4    |
| 14      | 14 décembre  | 2h15        | Los Angeles Rams       | P 23-30     | State Farm Stadium  | 10-3        | beIN Sports 2 |
| 15      | 19 décembre  | 19h00       | @ Detroit Lions        | P 12-30     | Ford Field          | 10-4        | beIN MAX 4    |
| 16      | 26 décembre  | 2h15        | Indianapolis Colts     | P 16-22     | State Farm Stadium  | 10-5        | NFLN          |
| 17      | 2 janvier    | 22h25       | @ Dallas Cowboys       | V 25-22     | AT&T Stadium        | 11-5        | beIN MAX 4    |
| 18      | 9 janvier    | 22h25       | Seattle Seahawks       | P 30-38     | State Farm Stadium  | 11-6        | beIN MAX 4    |

#### Résumés

##### Semaine 3: @ Jacksonville Jaguars
Les Cardinals ont débuté la saison pour la première fois à 3-0 depuis 2015.

##### Semaine 4: @ Los Angeles Rams
Avec cette victoire, les Cardinals sont à 4-0 pour la première fois depuis 2012, mais ont également gagné leur premier match contre les Rams depuis la semaine 17 en 2016. De plus, avec les défaites des Broncos, des Raiders et des Panthers, les Cardinals sont la dernière équipe invaincue de la NFL.

##### Semaine 7: vs. Houston Texans
Les Cardinals ont affronté les Texans à domicile. C'était le 1er match pour les anciens Texans, DeAndre Hopkins et JJ Watt face à leur ancienne équipe, ainsi que les débuts du TE Zach Ertz.

##### Semaine 8: vs. Green Bay Packers
Les Packers ont infligé aux Cardinals, leur première défaite de la saison sur une victoire 24-21 lors du Thursday Night Football.

##### Semaine 9: @ San Francisco 49ers
En l'absence de Kyler Murray et de DeAndre Hopkins, les Cardinals nt dominé le match et ont également sweeper les 49ers pour la 1re fois depuis 2018. Avec cette victoire, les Cardinals sont à 8-1 et ont égalé leur bilan de 8 victoires de la saison dernière.

##### Semaine 18: vs. Seattle Seahawks
Avec la défaite, les Cardinals terminent le saison à 11-6 et gagnent une place en Wild Card dans les playoffs 2021 en tant que tête de serie numéro 5.

## Classements

### Division
| NFC West               | V  | D  | N | V/D  | Div | Conf | PM  | PE  | S  |
| ---------------------- | -- | -- | - | ---- | --- | ---- | --- | --- | -- |
| Rams de Los Angeles    | 12 | 5  | 0 | .706 | 3-3 | 8-4  | 460 | 372 | 1D |
| Cardinals de l'Arizona | 11 | 6  | 0 | .647 | 4-2 | 7-5  | 449 | 366 | 1D |
| 49ers de San Francisco | 10 | 7  | 0 | .588 | 2-4 | 7-5  | 427 | 365 | 2V |
| Seahawks de Seattle    | 7  | 10 | 0 | .412 | 3-3 | 4-8  | 395 | 366 | 2V |

### Conférence
| No                                          | Franchise                     | V  | D  | N | V/D  | Dom | Ext   | Div | Conf | PM  | PE  | Dif  | S  |
| ------------------------------------------- | ----------------------------- | -- | -- | - | ---- | --- | ----- | --- | ---- | --- | --- | ---- | -- |
| Leader de division                          |                               |    |    |   |      |     |       |     |      |     |     |      |    |
| 1                                           | z – Packers de Green Bay      | 13 | 4  | 0 | .765 | 8-0 | 5-4   | 4-2 | 9-3  | 450 | 371 | +79  | 1D |
| 2                                           | y – Buccaneers de Tampa Bay   | 13 | 4  | 0 | .765 | 7-1 | 6-3   | 4-2 | 8-4  | 511 | 353 | +158 | 3V |
| 3                                           | y – Cowboys de Dallas         | 12 | 5  | 0 | .706 | 5-3 | 7-2   | 6-0 | 10-2 | 530 | 358 | +172 | 1V |
| 4                                           | y – Rams de Los Angeles       | 12 | 5  | 0 | .706 | 5-3 | 7-2   | 3-3 | 8-4  | 460 | 372 | +88  | 1D |
| Wild Cards                                  |                               |    |    |   |      |     |       |     |      |     |     |      |    |
| 5                                           | Cardinals de l'Arizona        | 11 | 6  | 0 | .647 | 3-5 | 8-1   | 4-2 | 7-5  | 449 | 366 | +83  | 1D |
| 6                                           | 49ers de San Francisco        | 10 | 7  | 0 | .588 | 4-4 | 6-3   | 2-4 | 7-5  | 427 | 365 | +62  | 2V |
| 7                                           | Eagles de Philadelphie        | 9  | 8  | 0 | .529 | 3-5 | 6-3   | 3-3 | 7-5  | 444 | 385 | +59  | 1D |
| Non qualifiés pour les séries éliminatoires |                               |    |    |   |      |     |       |     |      |     |     |      |    |
| 8                                           | Saints de La Nouvelle-Orléans | 9  | 8  | 0 | .529 | 3-5 | 6-3   | 4-2 | 7-5  | 364 | 335 | +29  | 2V |
| 9                                           | Vikings du Minnesota          | 8  | 9  | 0 | .471 | 5-3 | 3-6   | 4-2 | 6-6  | 425 | 426 | -1   | 1V |
| 10                                          | Washington Football Team      | 7  | 10 | 0 | .412 | 3-5 | 4-5   | 2-4 | 5-6  | 335 | 434 | -99  | 1V |
| 11                                          | Seahawks de Seattle           | 7  | 10 | 0 | .412 | 3-5 | 4-5   | 3-3 | 4-8  | 395 | 366 | +29  | 2V |
| 12                                          | Falcons d'Atlanta             | 7  | 10 | 0 | .412 | 2-6 | 5-4   | 2-4 | 4-8  | 313 | 459 | -146 | 2D |
| 13                                          | Bears de Chicago              | 6  | 11 | 0 | .353 | 3-5 | 3-6   | 2-4 | 4-8  | 311 | 407 | -96  | 1D |
| 14                                          | Panthers de la Caroline       | 5  | 12 | 0 | .294 | 2-6 | 3-6   | 2-4 | 3-9  | 304 | 404 | -100 | 7D |
| 15                                          | Giants de New York            | 4  | 13 | 0 | .235 | 3-5 | 1-8   | 1-5 | 3-9  | 258 | 416 | -158 | 6D |
| 16                                          | Lions de Détroit              | 3  | 13 | 1 | .206 | 3-5 | 0-8-1 | 2-4 | 3-9  | 325 | 467 | -142 | 1V |

### Série éliminatoire
| Tour      | Date       | Heure | Adversaire (seed)      | Résultat | Lieu         | Bilan | TV            |
| --------- | ---------- | ----- | ---------------------- | -------- | ------------ | ----- | ------------- |
| Wild Card | 18 janvier | 02h15 | @ Los Angeles Rams (4) | P 11-34  | SoFi Stadium | 0-1   | beIN Sports 1 |